# A királynő (film)
A királynő (eredeti cím: The Queen) 2006-ban bemutatott brit–francia–olasz életrajzi filmdráma Stephen Frears rendezésében. A címszerepben Helen Mirren látható. A film bepillantást nyújt a II. Erzsébet brit királynő és Tony Blair brit miniszterelnök közti politikai viszonyba a Diana walesi hercegnő halálát követő küzdelmes időszakban, miközben kompromisszumra törekszenek a haláleset kezelésében: a királyi család személyes tragédiája szemben áll a nyilvánosság igényével, hogy maguk is leróják kegyeletüket.
A film pozitív kritikákat kapott és számos egyéb díj mellett Oscar- és Golden Globe-díjat nyert. Mirren a kritikai elismerésen túl szintén több díjat átvehetett, 2006 legünnepeltebb színésznői teljesítményét nyújtva megkapta a legjobb női főszereplőnek járó Oscart. 

## Cselekmény
|  | Alább a cselekmény részletei következnek! |

A film az 1997-es brit választásokkal kezdődik, amikor Tony Blair lett az Egyesült Királyság első munkáspárti miniszterelnöke 18 év után. Miközben modellt ül egy hivatalos portréhoz, a királynő beszélgetésbe elegyedik a festővel és kifejezi sajnálatát, amiért ő nem szavazhat. Erzsébet királynő kissé aggódik az új miniszterelnök és ’modernizálási’ ígéretei miatt, de Blair megfogadja, hogy megbecsüli a királyi család függetlenségét. Ellátogat a Buckingham-palotába az első heti audiencia alkalmából, ahol a királynő felkéri őt kormányalakításra.
Néhány hónappal később Diána walesi hercegné életét veszti egy autóbalesetben Párizsban, ahol barátjával, Dodi Al-Fayeddel tartózkodott. Nagy-Britanniában kitör az elkeseredettség, emberek milliói érkeznek a Buckingham-palotához, hogy virágokat helyezzenek a kerítés melleé. Blair nyilvános beszédet mond, amit PR-osa, Alastair Campbell írt meg, s amelyben Diánát „a nép hercegnőjének”’ írja le. A szókapcsolat szállóigévé válik.
Ezalatt a királyi család még mindig vakációját tölti a Balmorali kastélyban, a királynő skót rezidenciájában a skóciai Aberdeenshire-ben, amit a film kontrasztba állít a Blair család relatíve szerény középosztálybeli háztartásával. Diana halála vegyes érzelmekkel tölti el a család legidősebb tagjait; sosem kedvelték őt igazán míg élt. A királynő kifejti, hogy Diána már nem tartozik a királyi családhoz, mivel egy évvel korábban elvált férjétől, a walesi hercegtől, a királynő fiától. Ebből következően a királynő ragaszkodik ahhoz, hogy a temetést a néhai hercegnő saját családjának személyes ügyeként kezeljék. Később mégis beleegyezik, hogy Károly herceg a királynő repülőgépével Párizsba utazzon, hogy hazahozza Diana holttestét Nagy-Britanniába. Károly intézkedik, hogy Diana koporsója királyi elbánásban részesüljön, s ne csupán egy „egyszerű fadoboz” legyen.
Londonban a csokrok tovább halmozódnak a palota kerítésénél, így az őrségváltáshoz kénytelenek egy másik kaput használni. Ahogy telnek a napok, a királynő hallgat. A brit lapok türelmetlensége egyre növekszik a monarchia nyilatkozatának hiánya miatt. Károly herceg egy Blairrel folytatott rövid beszélgetés kifejezi egyetértését afelől, hogy nagyobb nyilvánosságot kell biztosítani a történéseknek. Blair népszerűsége intenzíven növekszik, a nála sokkal republikánusabb tanácsadói, köztük felesége, Cherie örömére, aki a Monarchiát reménytelenül elavultnak látja.
Blair azonban nem osztja nézeteiket. Meg akarja menteni a királyi családot „saját maguktól”, mielőtt még késő lesz. A királyi családdal való véleménykülönbsége ellenére Blair tiszteli a Monarchiát és néhány keresetlen szóval illeti Cherie-t megbecsülése hiányáért. A napokon át növekvő nyomás hatására Blair felhívja a még mindig Balmoralban tartózkodó királynőt, s egy olyan megnyilvánulást sürget, mellyel megtartható (vagy visszanyerhető) a nyilvánosságnak a monarchiába vetett bizalma. Javaslatai között szerepel, hogy királynő térjen vissza Londonba, személyesen jelenjen meg Diána temetésén a Westminsteri apátságban, a Buckingham-palota zászlaját eressze félárbócra (ez a királyi protokoll négy évszázad óta precedens nélküli lépése lenne) és a palotából tegyen élő televíziós nyilatkozatot népének Diána örökségéről.
Blair javaslatai felháborítják a királynő férjét, Fülöp herceget és édesanyját, Erzsébet anyakirálynét. Úgy vélik, e lépésekkel nevetséges módon megadnák magukat az újságok által eltúlzott érzelmi őrületnek, amely úgyis lecsillapodik, amint az emberek észhez térnek. A királynő osztja férje és anyja véleményét, de a sajtó írásait olvasva kételyek merülni fel benne. Anyjával beszélgetve azon elmélkedik, hogy az emberek értékrendjében változás ment végbe, s talán félre kellene állnia annak, aki nem képes többé megérteni népét. Édesanyja emlékezteti a királynőt esküjére, amit hercegnőként tett (egész életét, legyen az hosszú vagy rövid, odaadással szolgálja végig).
A királynő visszatér Londonba, végigsétál a kihelyezett virágoknál, majd élő tévéadásban elmondja a Blair által megírt beszédet Diána életéről és cselekedeteiről. E gesztussal láthatóan enyhíti a nyilvánosság neheztelését. Két hónappal később Blair a palotába érkezik a heti konzultációra. A királynő visszanyerte népszerűségét, de úgy érzi, sosem fogja teljesen kiheverni „azt a hetet”. Figyelmezteti Blairt, hogy egy napon ő is rá fog ébredni, hogy a nép véleménye nagy hirtelenséggel tud változni.
|  | Itt a vége a cselekmény részletezésének! |

## Szereplők
| Szerep                            | Színész        | Magyar hangja (1. szinkron, 2007) |
| --------------------------------- | -------------- | --------------------------------- |
| II. Erzsébet brit királynő        | Helen Mirren   | Hámori Ildikó                     |
| Tony Blair miniszterelnök         | Michael Sheen  | Széles Tamás                      |
| Fülöp edinburgh-i herceg          | James Cromwell | Szokolay Ottó                     |
| Az anyakirályné                   | Sylvia Syms    | Kassai Ilona                      |
| Károly walesi herceg              | Alex Jennings  | Csankó Zoltán                     |
| Cherie Blair, Tony Blair felesége | Helen McCrory  | Hámori Eszter                     |
| Sir Robin Janvrin                 | Roger Allam    | Koroknay Géza                     |
| Alastair Campbell                 | Mark Bazeley   | Nagy Ervin                        |
| Diána walesi hercegné             | Laurence Burg  | N/A                               |
| Dodi al-Fajed                     | Michel Gay     | N/A                               |

## A film készítése
A királynő forgatása teljes egészében külső helyszíneken történt az Egyesült Királyságban, Londonban, Halton House-ban, Buckinghamshire-ben és a skót felföldön.
Mirren elmondása szerint szinte természetesen mozgott a királynő szerepében a paróka és a szemüveg felvétele után, főként mert hasonlóak az arcvonásaik – enyhén lefelé görbülő száj – az uralkodónővel. A forgatás előtt felvételeket nézett Erzsébetről és a munkálatok alatt fényképeket tartott magánál róla. Peter Morgan forgatókönyvíró szerint elég meggyőző volt ahhoz, hogy a felvételek végére a stábtagok, akik a léhasághoz és a pihenéshez szoktak, felállva fogadták Mirrent, kezüket a hátukhoz fogva tiszteletük jeléül.
Mirren elintézte, hogy a királyi családot alakító színészek – Cromwell, Jennings és Syms – több időt töltsenek együtt a kamerán kívül is, hogy összeszokjanak, akár egy igazi család.

## Történelmi háttér és hitelesség
Morgan rekonstruálta azon bizonyos hét eseményeit a miniszterelnökhöz és a királyi családhoz közeli meg nem nevezett forrásokkal készített kiterjedt interjúk révén. Számos ezen források közül igazolta a másikat, ami elegendő információt biztosított Morgannek a közbenső, a nyilvánosság számára nem ismert zajlású jelenetek elképzeléséhez.
A szereplők egyes nézetei ismerten megegyeznek a való életbeli megfelelőjükkel. Cherie Blair ellenséges hozzáállása a monarchiával szemben széles körben közölt, köztük a meghajlás visszautasítása. Morgan szerint a „káposzta” (cabbage) becéző szót Fülöp valóban használja feleségére.
Az irodájában Blair mögött látható elektromos gitár utalás zenészmúltjára, mikor az oxfordi St. John Collage joghallgatójaként az Ugly Rumours nevű bandában játszott. A Newcastle United-os pulóvere, amit reggelinél visel a Downing Street 10-ben, a területre, Sedgefieldre utal, amit a parlamentben képvisel és arra a tényre, hogy maga is támogatja a csapatot.
A filmben Károly herceg úgy utal fiára, Vilmosra, mint „Anglia jövendőbeli királyára”. Azonban ezen pozíció az 1707-es Act of Union óta nem létezik, amikor is a brit szigetek Egyesült Királysággá váltak, s így az uralkodó az Egyesült Királyság királyává.

## Fogadtatás

### Fontosabb díjak és jelölések
Oscar-díj
- díj: legjobb színésznő (Helen Mirren)
- jelölés: legjobb film
- jelölés: legjobb rendező (Stephen Frears)
- jelölés: legjobb eredeti forgatókönyv (Peter Morgan)
- jelölés: legjobb filmzene (Alexandre Desplat)
- jelölés: legjobb jelmez

Golden Globe-díj
- díj: legjobb színésznő – dráma (Helen Mirren)
- díj: legjobb forgatókönyv (Peter Morgan)
- jelölés: legjobb film – dráma
- jelölés: legjobb rendező (Stephen Frears)

BAFTA-díj
- díj: legjobb film
- díj: legjobb színésznő (Helen Mirren)
- jelölés: legjobb brit film
- jelölés: legjobb rendező (Stephen Frears)
- jelölés: legjobb mellékszereplő színész (Michael Sheen)
- jelölés: legjobb eredeti forgatókönyv (Peter Morgan)
- jelölés: legjobb filmzene (Alexandre Desplat)
- jelölés: legjobb vágás
- jelölés: legjobb jelmez
- jelölés: legjobb smink

Goya-díj
- díj: legjobb európai film (Stephen Frears)

Velencei Filmfesztivál
- FIPRESCI-díj (Stephen Frears)
- Golden Osella – legjobb forgatókönyv (Peter Morgan)
- Volpi Kupa – legjobb színésznő (Helen Mirren)

Boston Society of Film Critics Awards
- díj: legjobb színésznő (Helen Mirren)

British Independent Film Awards
- díj: legjobb forgatókönyv (Peter Morgan)

Broadcast Film Critics Association Awards
- díj: legjobb színésznő (Helen Mirren)

Central Ohio Film Critics Association
- díj: legjobb színésznő (Helen Mirren)

Chicago Film Critics Association Awards
- díj: legjobb színésznő (Helen Mirren)
- díj: legjobb eredeti forgatókönyv (Peter Morgan)

Chicago International Film Festival
- díj: közönségdíj (Stephen Frears)

Costume Designers Guild Awards
- díj: legjobb jelmeztervezés, jelenkorban játszódó film

Dallas-Fort Worth Film Critics Association Awards
- díj: legjobb színésznő (Helen Mirren)

Florida Film Critics Circle Awards
- díj: legjobb színésznő (Helen Mirren)

Kansas City Film Critics Circle Awards
- díj: legjobb színésznő (Helen Mirren)
- díj: legjobb mellékszereplő színész (Michael Sheen)

Las Vegas Film Critics Society Awards
- díj: legjobb színésznő (Helen Mirren)

London Critics Circle Film Awards
- díj: az év brit filmje
- díj: az év brit rendezője (Stephen Frears)
- díj: az év brit színésznője (Helen Mirren)
- díj: az év forgatókönyvírója (Peter Morgan)

Los Angeles Film Critics Association Awards
- díj: legjobb színésznő (Helen Mirren)
- díj: legjobb mellékszereplő színész (Michael Sheen)
- díj: legjobb forgatókönyv (Peter Morgan)
- díj: legjobb filmzene (Alexandre Desplat)

National Board of Review, USA
- díj: legjobb színésznő (Helen Mirren)

National Society of Film Critics Awards, USA
- díj: legjobb színésznő (Helen Mirren)
- díj: legjobb forgatókönyv (Peter Morgan)

New York Film Critics Circle Awards
- díj: legjobb színésznő (Helen Mirren)
- díj: legjobb forgatókönyv (Peter Morgan)

Online Film Critics Society Awards
- díj: legjobb színésznő (Helen Mirren)

Phoenix Film Critics Society Awards
- díj: legjobb színésznő (Helen Mirren)

San Diego Film Critics Society Awards
- díj: legjobb színésznő (Helen Mirren)

San Francisco Film Critics Circle
- díj: legjobb színésznő (Helen Mirren)

Santa Barbara International Film Festival
- díj: legjobb alakítás (Helen Mirren)

Satellite Awards
- díj: legjobb színésznő (Helen Mirren)
- díj: legjobb eredeti forgatókönyv (Peter Morgan)

Screen Actors Guild Awards
- díj: legjobb női főszereplő (Helen Mirren)

Southeastern Film Critics Association Awards
- díj: legjobb színésznő (Helen Mirren)

Toronto Film Critics Association Awards
- díj: legjobb film
- díj: legjobb rendező (Stephen Frears)
- díj: legjobb színésznő (Helen Mirren)
- díj: legjobb mellékszereplő színész (Michael Sheen)
- díj: legjobb forgatókönyv (Peter Morgan)

Washington DC Area Film Critics Association Awards
- díj: legjobb színésznő (Helen Mirren)